# 10 cm Kanone 14

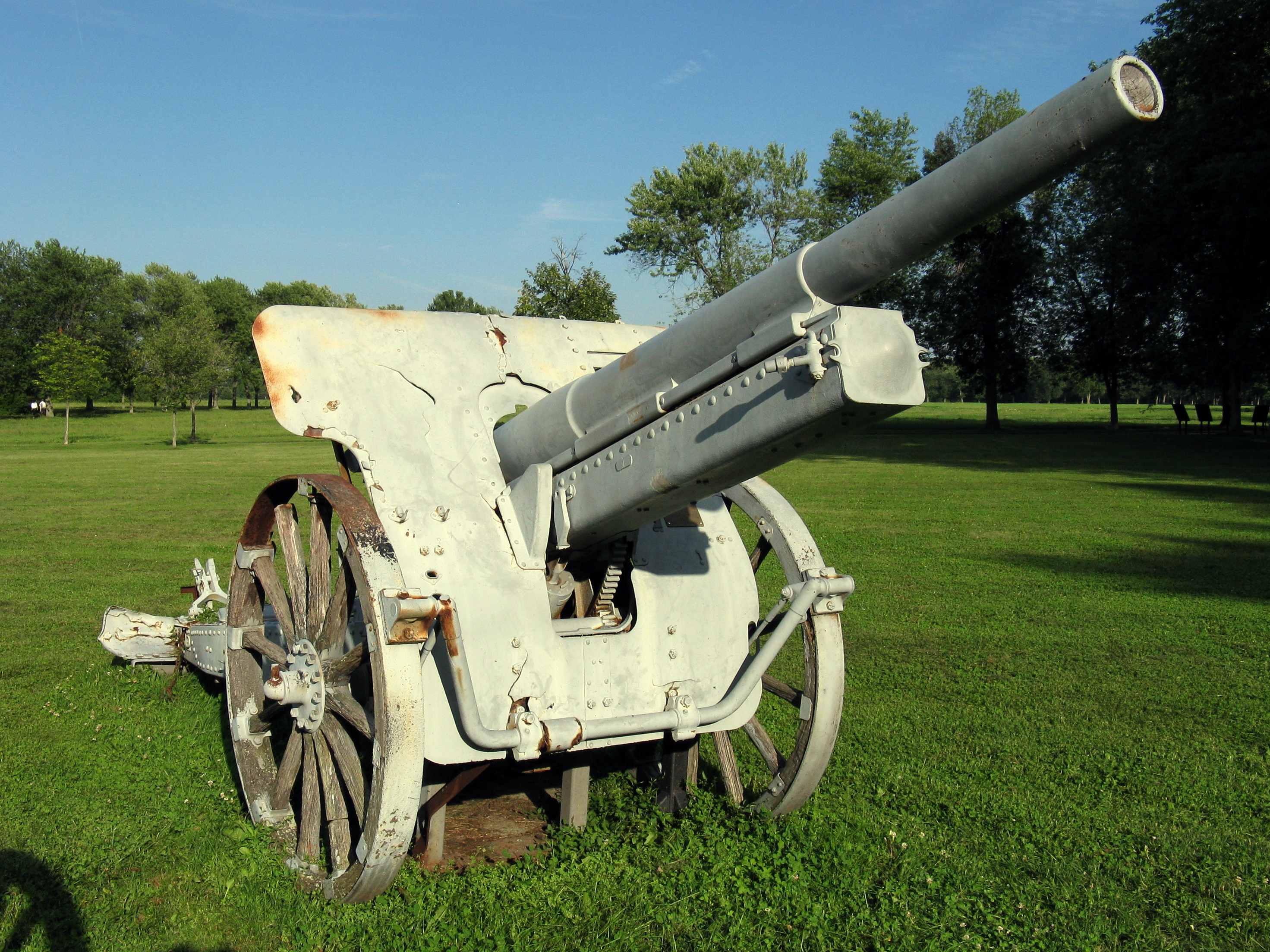
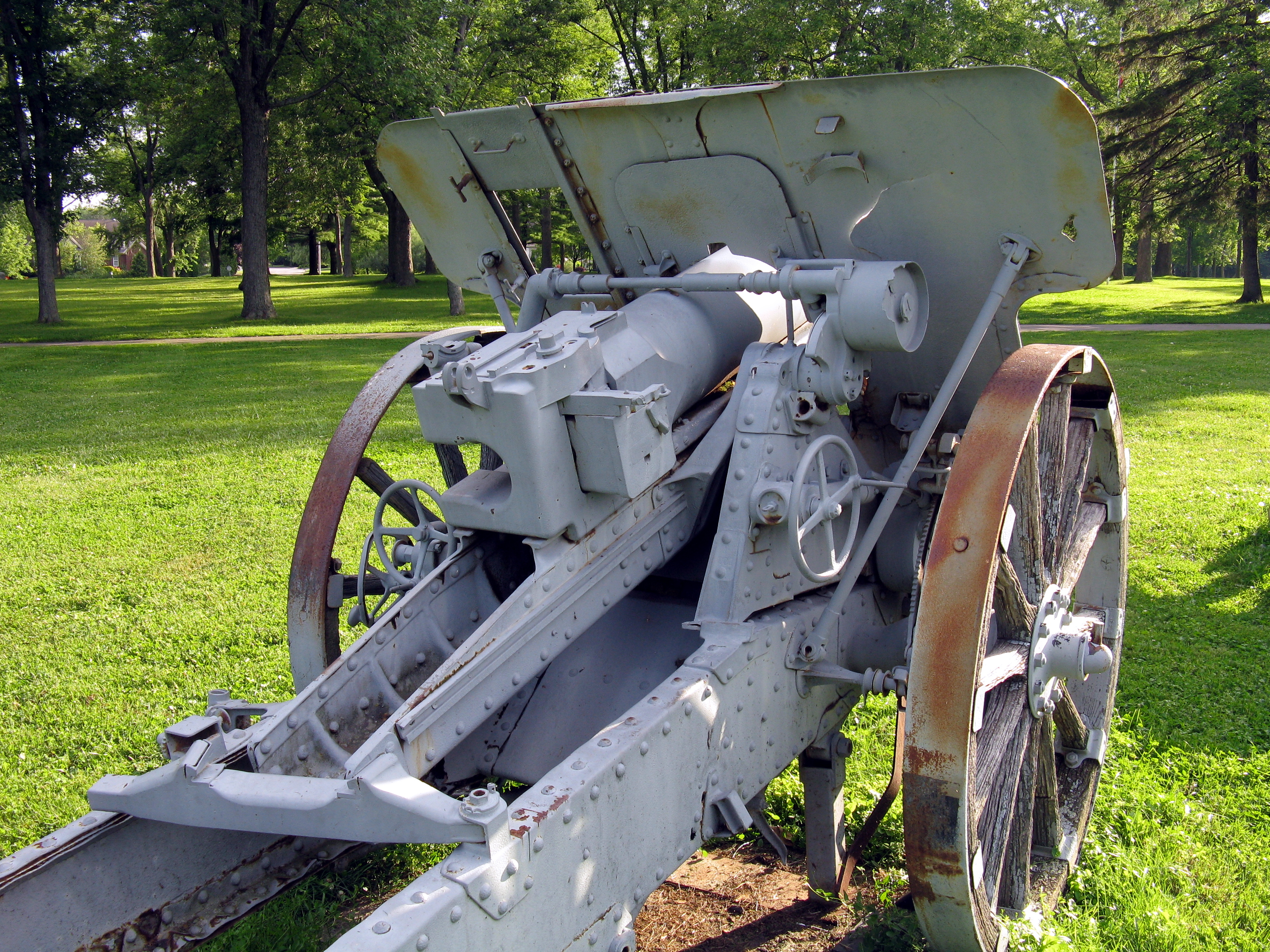

10 cm Kanone 14 – niemiecka armata polowa o kalibrze 105 mm używana podczas I wojny światowej. Produkcja armat przez firmę Krupp ruszyła w 1914, a pierwsza bateria otrzymała je w maju 1915. Podczas wojny wyprodukowano 724 egzemplarzy armaty. W 1917 została zastąpiona w produkcji przez ulepszoną armatę 10 cm Kanone 17.